# Dodekafonia
Dodekafonia – technika kompozytorska w muzyce współczesnej oparta na skali dwunastodźwiękowej, sformułowana na początku XX wieku przez Arnolda Schönberga i stosowana przez kompozytorów tzw. drugiej szkoły wiedeńskiej. Najwybitniejszymi jej przedstawicielami byli: Alban Berg, Arnold Schönberg i Anton Webern. W Polsce jednymi z nielicznych dodekafonistów byli Józef Koffler i Tadeusz Majerski. Po II wojnie światowej technika dodekafoniczna została upowszechniona w Europie dzięki zaangażowaniu jej entuzjastów, jak R. Leibowitz, podczas Kursów Nowej Muzyki w Darmstadcie. Od końca lat 50. stosowana była przez polskich kompozytorów, m.in. przez T. Bairda i K. Serockiego.

## Zasady dodekafonii
Podstawą dodekafonicznej (czyli dwunastotonowej) techniki kompozytorskiej jest odrzucenie tonalności. W konsekwencji tego neguje się fakt uprzywilejowania pewnych dźwięków jako mocnych punktów (np. tonika, dominanta, medianta). Pierwszym postulatem dodekafonii było więc, że każdy dźwięk z dwunastostopniowej skali jest jednakowo uprawniony. Drugim postulatem było, że żaden dźwięk nie powinien być powtórzony, dopóki nie zostaną użyte wszystkie dźwięki skali. Ciąg dźwięków, nazwany przez Schönberga szeregiem, porządkiem lub serią – po niemiecku Reihe, nie jest odpowiednikiem tradycyjnie pojmowanej melodii. Jako czynnik całościowo porządkujący zarówno melodykę i harmonię bliżej mu raczej do tonacji, choć i ta paralela jest dość umowna. Jeśli weźmie się pod uwagę 12 dźwięków w dwunastostopniowej skali, maksymalna możliwa liczba szeregów wynosi:
12! = 479001600
Każdej serii 12 dźwięków towarzyszy zestaw interwałów pomiędzy nimi. Liczba i jakość interwałów, które tworzą dźwięki serii, ma duży wpływ na brzmienie utworu – na zestawienia harmoniczne oraz na melodykę mikromotywów. Rozpiętość liczby interwałów w serii sięga od jednego (np. kolejne dźwięki skali chromatycznej tworzą najprostszą serię, w której jedynym interwałem jest sekunda mała, analogiczne serie można utworzyć z kwint i kwart) do wszystkich w obrębie oktawy (tzn. z wyłączeniem prymy i oktawy, co wynika z zasady niepowtarzania dźwięku w obrębie serii). Seria wykorzystująca wszystkie interwały jest nazywana serią wszechinterwałową. Była przedmiotem szczególnego zainteresowania Schönberga, ponieważ z punktu widzenia kompozytora dostarcza ona maksymalnie homogenicznego materiału dźwiękowego, w którym nie tylko żaden dźwięk, ale i żaden interwał nie zyskuje przewagi nad innymi. Dokładnie przeciwne własności serii złożonych z małych liczb interwałów (najczęściej dwóch lub trzech) – czyli jej charakterystyczne, rozpoznawalne słuchowo własności melodyczne i harmoniczne interesowały Witolda Lutosławskiego (przykład: seria z Muzyki żałobnej).
Nowa koncepcja, na pierwszy rzut oka dawała pełną swobodę kompozytorowi. Jednak istniały pewne zasady, których należało przestrzegać. Schönberg nazwał serię pierwotną Grundgestalt. Miała ona zapewnić dziełu muzycznemu logiczną spójność. W konsekwencji kompozytor po skonstruowaniu serii (spełniającej założenia estetyczne dzieła) tworzy jej warianty na dwa sposoby:
- Transpozycja – serię interwałów przyporządkowuje się na kolejnym dźwięku skali, otrzymując w ten sposób 11 wariantów.
- Inwersja – stosując zasady inwersji (lustrzanego odbicia w pionie lub poziomie) pomiędzy seriami.

Znane są tu trzy transformacje serii:
Jeśli seria podstawowa P wyrażona jest szeregiem:
Odbicie jej w pionie tworzy I inwersję – serię lustrzaną
Odczytanie serii od końca tworzy raka R – serię retrogradalną
Przez poddanie jej obu tym transformacjom otrzymamy RI, czyli serię inwersyjno-retrogradalną (wsteczno-retrogradalną)
Po stworzeniu serii podstawowej i wymaganej liczby wariantów, proces komponowania opierał się na bazie kwadratu magicznego. Używając P, I, R i RI można stworzyć następujące kwadraty:
| P  | I  | R  | RI |
| R  | RI | P  | I  |
| RI | R  | I  | P  |
| I  | P  | RI | R  |
| -- | -- | -- | -- |

| P  | RI | R  | I  |
| R  | I  | P  | RI |
| I  | R  | RI | P  |
| RI | P  | I  | R  |
| -- | -- | -- | -- |

| P  | R  | RI | I  |
| RI | I  | P  | R  |
| I  | RI | R  | P  |
| R  | P  | I  | RI |
| -- | -- | -- | -- |

| P  | I  | RI | R  |
| RI | R  | P  | I  |
| R  | RI | I  | P  |
| I  | P  | R  | RI |
| -- | -- | -- | -- |

| P  | RI | I  | R  |
| I  | R  | P  | RI |
| R  | I  | RI | P  |
| RI | P  | R  | I  |
| -- | -- | -- | -- |

| P  | R  | I  | RI |
| I  | RI | P  | R  |
| RI | I  | R  | P  |
| R  | P  | RI | I  |
| -- | -- | -- | -- |

Każda kolumna, rząd i przekątna każdego kwadratu zawiera wszystkie cztery warianty serii. Wybierając je w założonym porządku, tworzy się pełną kompozycję linii melodycznej.
Podobną zasadę można zastosować dla dowolnej liczby wariantów serii podstawowej.
Dla muzyki dodekafonicznej tradycyjna notacja muzyczna oparta na pięciolinii i znakach chromatycznych stała się niewystarczająca. Z czasem wykształcono wiele systemów zapisu muzycznego opartego na liczbach. Do najczęstszych należą następujące systemy:
1. Przyporządkowanie kolejnych dźwięków serii liczbom naturalnym.
2. Przyporządkowanie konkretnym dźwiękom skali liczb, np. his/c/deses=0, cis/des=1, dis/es/feses=3 itd.
3. Notacja interwałów zamiast dźwięków według następującego schematu
1 – sekunda mała,
2 – sekunda wielka,
3 – tercja mała,
4 – tercja wielka,
5 – kwarta,
6 – tryton,
7 – kwinta,
8 – seksta mała,
9 – seksta wielka,
10 – septyma mała,
11 – septyma wielka.
4. Notacja interwałów ze znakiem +, gdy jest on wznoszący, lub -, gdy jest opadający.
Żaden z tych systemów nie znalazł szerszego zastosowania w notacji muzycznej.
Zastosowanie liczbowego zapisu oraz odkrycie matematycznej i geometrycznej struktury muzyki nasunęło niektórym teoretykom muzyki koncepcję, iż jest ona tworem czysto matematycznym, i to, co się najbardziej w niej liczy, to wewnętrzna spójność i „matematyczne piękno”. Zepchnęło to tradycyjnie pojętą estetykę muzyczną na drugi plan, uznając ją za produkt uboczny wewnętrznej spójności, a w skrajnych przypadkach odrzuciło ją całkowicie jako niepotrzebny balast.

## Wpływ dodekafonii na inne kierunki i techniki
Odrzucenie tradycyjnie pojmowanej melodii i harmonii doprowadziło w konsekwencji do skupienia się kompozytorów na innych elementach dzieła muzycznego dotychczas podporządkowanych tym dwóm, co było ważnym impulsem prowadzącym do powstania takich prądów jak punktualizm i serializm totalny.

## Dodekafonia a serializm
Dodekafonia bywa często utożsamiana z muzyką serialną, co nie do końca jest słuszne. Pojęcie serii nie musi się ograniczać do dodekafonicznej serii 12 dźwięków. Porządkować serialnie można także dźwięki innych skal (otrzymując serie o innej liczbie elementów niż 12), struktury harmoniczne, rytmiczne, dynamikę, artykulację etc. (Pierre Boulez, Karlheinz Stockhausen, serializm totalny). Z tego achronologicznego punktu widzenia dodekafonia sensu stricto jest tylko jednym z przykładów wykorzystania techniki serialnej. Z punktu widzenia chronologicznego to muzyka serialna rozwinęła się z rozszerzenia zasad porządkowania wymyślonych na użytek dodekafonii na inne elementy struktury dzieła muzycznego.
O ile sama dodekafonia miała dość krótki żywot ograniczający się do okresu życia i twórczości kompozytorów drugiej szkoły wiedeńskiej, o tyle technika serialna była kultywowana potem przez kompozytorów szkoły darmsztadzkiej (Stockhausen, Nono, Boulez, Maderna) skupionej wokół instytucji kursów letnich (Ferienkurse) w Darmstadt i przez pewien czas była powszechnie uznawanym wyznacznikiem postępowości i awangardowości w muzyce. W tych czasach ku technice dodekafonicznej i serialnej zwrócili się także kompozytorzy, którzy za życia Schönberga nie wykazywali nią większego zainteresowania (Benjamin Britten, Dmitrij Szostakowicz), albo nawet pozostawali do niej w opozycji (Igor Strawinski). Pierwszym polskim dodekafonistą był Józef Koffler (1896–1944). Dodekafonia wywarła duży bezpośredni lub pośredni wpływ na praktycznie wszystkich kompozytorów polskich pierwszego pokolenia powojennego (Krzysztof Penderecki, Wojciech Kilar, Henryk Mikołaj Górecki), niektórych ze starszej generacji (Bolesław Szabelski, Lutosławski) oraz pokolenia młodszego (Krzysztof Meyer, Paweł Szymański). Dodekafonia jako kierunek muzyczny jest już zamkniętym rozdziałem historii muzyki, natomiast technika serialna weszła na stałe do grona stosowanych technik kompozytorskich.

## Dodekafonia a muzyka atonalna
Dodekafonia czasami jest utożsamiana z muzyką atonalną. Istnieją tutaj spore rozbieżności terminologiczne z powodu funkcjonowania różnych definicji pojęcia „tonalność”. Jeśli jako tonalność rozumieć system tonalny dur-moll oraz harmonię funkcyjną, to owszem, muzyka dodekafoniczna z definicji jest atonalna. Jednak pojęcie atonalności w tym przypadku objąć musi całą muzykę nie opierającą się na systemie dur-moll, a więc także inne niż dodekafonia kierunki w muzyce XX wieku (a przy bardzo ortodoksyjnym podejściu – także muzykę poprzedzającą wykształcenie się systemu tonalnego).
Warto zauważyć, że sam Schönberg w swojej Harmonienlehre używał tych pojęć w zupełnie innym znaczeniu. Tonalność rozumiał nie w wąskim zakresie jako system dur-moll, ale ogólnie, jako system porządkowania materii dźwiękowej. W takim rozumieniu jego system miał być „nową tonalnością” (w opozycji do krótkiego okresu „swobodnej atonalności”, kiedy nie obowiązywały absolutnie żadne reguły) a etykietę muzyki atonalnej, czy antytonalnej uważał za głęboko krzywdzącą i rozmijającą się z ideą systemu dodekafonicznego.

## Prekursorzy
Najczęściej wymienianym „wynalazcą” dodekafonii jest Arnold Schönberg, ale na początku XX wieku próby stworzenia porządku dźwiękowego alternatywnego dla tradycyjnej tonalności której środki wyrazu wyczerpano, podejmowało wielu kompozytorów. Jako innych prekursorów wymienia się Aleksandra Skriabina, który w swoich późnych dziełach stosuje pewne struktury dźwiękowe jako podstawę materiału zarówno melodycznego jak i harmonicznego, co później w dodekafonii przybierze postać równoprawności horyzontalnego (melodycznego) i wertykalnego (harmonicznego) wystąpienia dźwięków serii, ale przede wszystkim Josefa Matthiasa Hauera (tropy Hauera) i Jefima Gołyszewa, a także wielu innych mniej znanych kompozytorów i teoretyków muzyki. Pewna powszechność takich prób w tym okresie dowodzi, że dodekafonia nie powstała w próżni, ale jako odpowiedź na konkretną potrzebę wypracowania nowych zasad porządkowania atonalnego materiału dźwiękowego. Wypowiedzi wielu kompozytorów (m.in. Ernsta Křenka) każą upatrywać w tej metodzie sposobu na odrzucenie myślenia tonalnego oraz dominacji melodii i harmonii nad pozostałymi czynnikami muzycznymi.